# The Funeral Orchestra
A The Funeral Orchestra svéd funeral doom zenekar. 2002-ben alakultak. Tagjai Göteborgból, illetve Ljungskiléből származnak. Tagjai valódi nevei ismeretlenek, annyit tudni róluk, hogy "papoknak" nevezik magukat. Első nagylemezük 2003-ban jelent meg.

## Tagok
- Priest I – ének, gitár (2002-)
- Priest II – basszusgitár (2003-ban gitározott, 2019-től basszusgitározik)
- Priest III – ütős hangszerek (2019-)

Korábbi tagok
- Priest x – basszusgitár (2003)
- Priest x – dob/ütős hangszerek (2003-2019)

## Diszkográfia
- SSBTWOTL Demo 2002
- We Are the End (demó, 2003)
- Feeding the Abyss (nagylemez, 2003)
- Slow Shalt Be the Whole of the Law (nagylemez, 2006)
- ODO (EP, 2008)
- Northern Lights II (split lemez, 2010)
- Korp (split lemez)
- Apocalyptic Plague Ritual MMXX (nagylemez, 2020)
- Negative Evocations (EP, 2020)
- Negative Evocation Rites (nagylemez, 2020)